# Municipio de Providence (condado de Hardin)
El municipio de Providence (en inglés: Providence Township) es un municipio ubicado en el condado de Hardin en el estado estadounidense de Iowa. En el año 2010 tenía una población de 445 habitantes y una densidad poblacional de 4,91 personas por km².

## Geografía
El municipio de Providence se encuentra ubicado en las coordenadas 42°15′8″N 93°10′29″O / 42.25222, -93.17472. Según la Oficina del Censo de los Estados Unidos, el municipio tiene una superficie total de 90.7 km², de la cual 90,7 km² corresponden a tierra firme y (0 %) 0 km² es agua.

## Demografía
Según el censo de 2010, había 445 personas residiendo en el municipio de Providence. La densidad de población era de 4,91 hab./km². De los 445 habitantes, el municipio de Providence estaba compuesto por el 96,85 % blancos, el 0,67 % eran afroamericanos, el 0,45 % eran amerindios, el 0,22 % eran de otras razas y el 1,8 % eran de una mezcla de razas. Del total de la población el 1,12 % eran hispanos o latinos de cualquier raza.